# Dvärgpinscher
För liknande hundraser, se Schnauzer och pinscher.
Dvärgpinscher är en hundras från Tyskland. Den är en miniatyrkopia av pinschern snarare än en dvärgvariant. Liksom pinschern har dess traditionella uppgift varit att fånga råttor. Dvärgpinschern hör till de populäraste hundraserna i flera länder.

## Historia
När hundutställningar blev populära mot slutet av 1800-talet inspirerades pinscheruppfödarna av de populära manchesterterrier och english toy terrier. Man föresatte sig att få fram en miniatyrpinscher genom upprepat urval av små individer. Spekulationer finns även om inkorsning av de engelska terrierraserna liksom italiensk vinthund. 1895 satte den nybildade rasklubben för pinscher upp en rasstandard för dvärgvarianten.

## Egenskaper

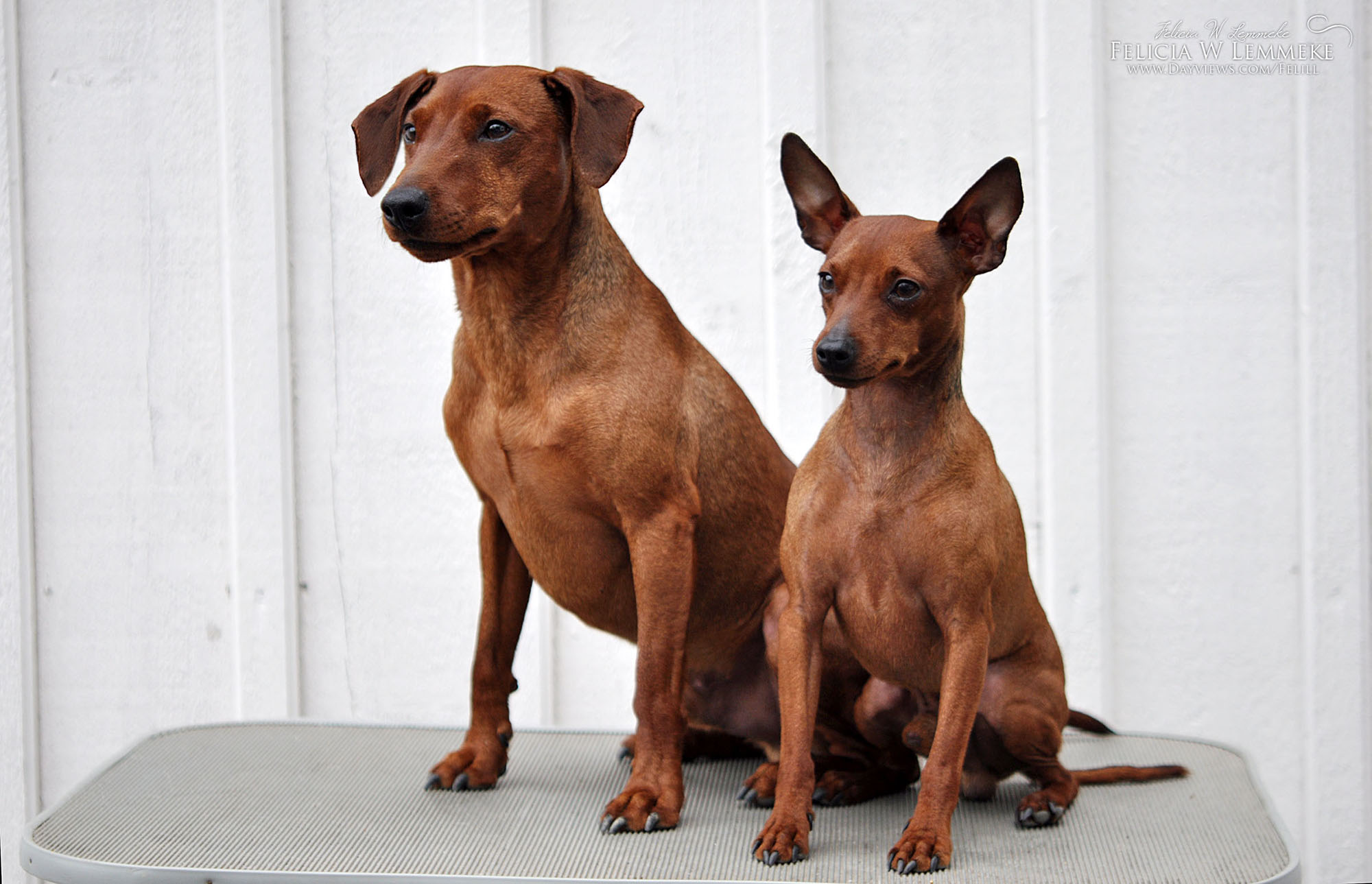
Dvärgpinscher med hängande och stående öron.

Rasen är pigg, aktiv och lekfull. Den gillar att jobba och fungerar med alla aktiviteter som lydnad, agility och spår och är en populär utställningshund. Den tunna pälsen kan göra att den kan bli svårmotiverad regniga och kalla dagar på appellplanen.
En dvärgpinscher kan bli en perfekt familjehund, om alla i hushållet turas om att aktivera och ge den mat med mera. Den kan annars ha en tendens att bli en enmanshund. Trots sin litenhet kan den ge skall och bör tränas att inte få vakta. Rasen kräver kunskap och tålamod och absolut inte hårda uppfostringsmetoder. Betoning på just aktivitet får ej glömmas bort, en dvärgpinscher är ingen soffpotatis. Med humor, tid och konsekvent inlärning kan man få en följsam och arbetsvillig hund.

## Utseende
Dvärgpinschern ska vara en förminskad avbild av pinscher utan att ge ett dvärgartat intryck, dess eleganta, kvadratiska byggnad syns tydligt under den korta släta pälsen. Huvudets hela längd (från nosspetsen till nackknöl) ska motsvara hälften av ryggens längd (från manken till svansansättningen).
Mankhöjden för dvärgpinschern är 25–30 centimeter och vikten 4–6 kilogram. Idag är det ett problem med för stora hundar och av den anledningen mäts alla dvärgpinscher på utställning. Enligt Svenska Kennelklubben skulle denna mätning genomföras hela 2007 för att få ett statistiskt underlag.

## Hälsa
Dvärgpinschern är en relativt frisk hund och lever länge; 15 år är vanligt. Det rekommenderas att avelsdjur är utan anmärkning på ögon och patella. Dvärgpinschern är ofta överkänslig mot vaccinationer och kan få epilepsi-liknande anfall.[källa behövs]